# NaCl (software)
NaCl je softwarová knihovna implementující kryptografické algoritmy. Jejím hlavním autorem je Daniel J. Bernstein a knihovna je jím z autorskoprávního hlediska uvolněna  jako volné dílo. Je odladěna především pro un*xové operační systémy a psána v jazyce C s občasným užitím vkládaného assembleru. Obsahuje přechodové funkce pro užití v C++ a Pythonu.

## Obsažené algoritmy

### Asymetrická kryptografie
- autentizované šifrování pomocí Curve25519, Salsa20 a Poly1305
- digitální podpis pomocí Ed25519
- dohoda na klíči pomocí Curve25519

### Symetrické algoritmy
- autentizované šifrování pomocí Salsa20 a Poly1305
- šifrování šiframi Salsa20 a AES
- Jednorázová autentizace pomocí Poly1305

### Nízkoúrovňové funkce
- kryptografické hašování pomocí SHA-512, SHA-256 nebo BLAKE2